# Andorra en el Festival de la Canción de Eurovisión 2004
Andorra participó en el Festival de Eurovisión 2004 con la intérprete Marta Roure y la canción Jugarem a estimar-nos. El tema fue elegido a través de la preselección nacional 12 punts, un programa conjunto de la radiotelevisión pública de Andorra (RTVA) y de Televisió de Catalunya (TV3) en colaboración con la productora El Terrat.
Además del estreno oficial de Andorra, Jugarem a estimar-nos fue la primera canción interpretada en idioma catalán en la historia del Festival de Eurovisión.

## Representante para Eurovisión

### Antecedentes
Coincidiendo con la ampliación de participantes en el Festival de la Canción de Eurovisión 2004, la televisión pública andorrana, Andorra Televisió (ATV), solicitó concursar como miembro activo de la UER. Debido a que el país no tenía medios para sufragar la participación, pidió ayuda a la radiodifusora autonómica de Cataluña, Televisió de Catalunya, para coproducir una preselección de artistas.
El resultado fue el programa conjunto 12 punts (12 puntos), encargado a la productora El Terrat y coproducido entre ambas empresas. La condición más importante era que la canción debía ser interpretada solo en idioma catalán, lo cual significaba el debut de esta lengua después del fallido intento de Joan Manuel Serrat con el La, la, la en 1968.

### Candidatas
Una de las condiciones impuestas por Andorra Televisió para aceptar la coproducción fue que los intérpretes debían ser nacionales o residentes en Andorra. La televisión pública organizó un casting por todo el país del que salieron dos opciones:
- Marta Roure (23) — técnico sanitaria andorrana, natural de Andorra la Vieja.
- Bis a Bis — dúo formado por Mar Capdevila e Ishtar Ruiz, dos catalanas con residencia en el país pirenaico.

A cada artista se le asignaban seis canciones, compuestas en su mayoría por músicos catalanes. Entre los participantes había artistas con una reconocida trayectoria en el resto de España, como Astrud y Pedro Javier Hermosilla, y profesionales centrados en el circuito catalán, entre ellos Josep Thió (miembro de Sopa de Cabra), Natxo Tarrés (fundador de Gossos) y Jofre Bardagí (miembro de Glaucs).

### 12 punts
El concurso 12 punts fue presentado por Pati Molné (ATV) y Xavier Grasset (TV3), y contaba con la colaboración de Angel Llàcer y Santi Millán. Cada una de las galas fue emitida simultáneamente los domingos a las 19:00 horas en ambas cadenas, en directo desde el Auditorio Nacional de Ordino. El formato constó de nueve programas: seis galas de presentación, dos semifinales y una final.
En cada gala se interpretaban dos canciones, una asignada a Roure y la otra para Bis a Bis, y la opción más votada pasaba a la siguiente ronda. El voto estaba dividido entre cinco puntos del jurado, un punto del televoto andorrano y un punto del televoto catalán. El jurado estaba formado por dos miembros catalanes y tres andorranos: Marcos Llunas (representante español en 1997), Salvador Cufí (director de Música Global), Catheryne Metayer, Josep Maria Escribano y Oriol Vilella.
Con seis canciones clasificadas para semifinales, se produjo una nueva división de temas: uno para Marta Roure, otro para Bis a Bis, y el tercero interpretado a dúo. El día de la final, celebrada el 15 de marzo, las dos finalistas eran «Jugarem a estimar-nos» de Marta Roure y «Terra» de Bis a Bis. Por cinco votos a dos, Marta Roure se convirtió en la primera representante de Andorra en el Festival de Eurovisión 2004.
Además de la preselección, se llevó a cabo un concurso para elegir «la mejor canción en catalán de la historia». El tema vencedor fue Paraules d'amor de Joan Manuel Serrat.

## Resultados

### Canciones participantes
| Canción                                         | Compositor                              |
| ----------------------------------------------- | --------------------------------------- |
| «Anem cap al nord» (Vayamos al norte)           | Forteza y Bardavio                      |
| «Confía en mi»                                  | Brigit García                           |
| «Crec» (Creo)                                   | Josep Thió                              |
| «El destí» (El destino)                         | Helena Curto                            |
| «En quedarà» (Me quedará)                       | Xavier Ibañez y Pedro Javier Hermosilla |
| «És que si»                                     | Astrud                                  |
| «Jugarem a estimar-nos» (Jugaremos a querernos) | Jofre Bardagí                           |
| «No és nou» (No es nuevo)                       | Natxo Tarrés                            |
| «No esperis, amor» (No esperes, amor)           | Alquezar y Rodó                         |
| «Si et perdis» (Si te pierdes)                  | Berta                                   |
| «Terra» (Tierra)                                | Jordi Vidal                             |
| «Vine» (Ven)                                    | Daniel Ambrojo                          |

### Galas

#### Presentación (18 de enero al 22 de febrero)
| Orden                       | Canción                    | Intérprete                 | Puntos                     |
| Primera gala - 18 de enero  | Primera gala - 18 de enero | Primera gala - 18 de enero | Primera gala - 18 de enero |
| --------------------------- | -------------------------- | -------------------------- | -------------------------- |
| 1                           | "Jugarem a estimar-nos"    | Marta Roure                | 4                          |
| 2                           | "El destí"                 | Bis a Bis                  | 3                          |
| Segunda gala - 25 de enero  |                            |                            |                            |
| 1                           | "Vine"                     | Bis a Bis                  | 5                          |
| 2                           | "Si et perds"              | Marta Roure                | 2                          |
| Tercera gala - 1 de febrero |                            |                            |                            |
| 1                           | "Terra"                    | Marta Roure                | 6                          |
| 2                           | "És que si"                | Bis a Bis                  | 1                          |
| Cuarta gala - 8 de febrero  |                            |                            |                            |
| 1                           | "No esperis, amor"         | Bis a Bis                  | 3                          |
| 2                           | "Crec"                     | Marta Roure                | 4                          |
| Quinta gala - 15 de febrero |                            |                            |                            |
| 1                           | "Em quedarà"               | Marta Roure                | 4                          |
| 2                           | "Confia en mi"             | Bis a Bis                  | 3                          |
| Sexta gala - 22 de febrero  |                            |                            |                            |
| 1                           | "Anem cap al nord"         | Bis a Bis                  | 3                          |
| 2                           | "No és nou"                | Marta Roure                | 4                          |

#### Semifinales (1 al 8 de marzo)
| Orden                          | Canción                        | Intérprete                     | Puntos                         |
| Primera semifinal - 1 de marzo | Primera semifinal - 1 de marzo | Primera semifinal - 1 de marzo | Primera semifinal - 1 de marzo |
| ------------------------------ | ------------------------------ | ------------------------------ | ------------------------------ |
| 1                              | "No és nou"                    | Marta Roure                    | 3                              |
| 2                              | "Terra"                        | Bis a Bis                      | 4                              |
| 3                              | "Em quedarà"                   | Marta Roure y Bis a Bis        | 0                              |
| Segunda semifinal - 8 de marzo |                                |                                |                                |
| 1                              | "Vine"                         | Bis a Bis                      | 0                              |
| 2                              | "Jugarem a estimar-nos"        | Marta Roure                    | 7                              |
| 3                              | "Crec"                         | Bis a Bis y Marta Roure        | 0                              |

#### Final (15 de marzo)
| Artista             | Canción                 | Televoto andorrano  | Televoto catalán    | Jurado              | Resultado           |
| Final - 15 de marzo | Final - 15 de marzo     | Final - 15 de marzo | Final - 15 de marzo | Final - 15 de marzo | Final - 15 de marzo |
| ------------------- | ----------------------- | ------------------- | ------------------- | ------------------- | ------------------- |
| Marta Roure         | "Jugarem a estimar-nos" | 54%                 | 49%                 | 4                   | 5                   |
| Bis a Bis           | "Terra"                 | 46%                 | 51%                 | 1                   | 2                   |

## En Eurovisión
La edición de 2004 contó con 36 participantes, diez más que el año anterior, y fue la primera de Eurovisión en incluir una semifinal. Al ser un país debutante, Andorra debía competir en la semifinal del jueves 12 de mayo de 2004, en la que participaron 22 países y tan solo los diez mejores se clasificaban para la final. Marta Roure actuó en sexto lugar, entre los representantes de Israel (David D'Or) y Portugal (Sofia Vitória).
Andorra quedó en decimoctavo lugar con tan solo 12 puntos, otorgados por España como máxima puntuación, por lo que no pudo meterse en la final.

## Controversia
El hecho de que la preselección de Andorra estuviera coproducida por TV3, sumado a que los espectadores catalanes podían elegir al representante, llevó a que algunos directivos de Televisión Española lo consideraran una «participación encubierta» de Cataluña en el Festival de Eurovisión. Si bien se llegó a especular con que el ente público no emitiese la semifinal, pues era opcional y no estaban obligados a ello, la duda quedó zanjada con el cambio de dirección en TVE: los espectadores españoles pudieron ver en directo la actuación de Andorra a través de La 2 y TVE Internacional.

## Repercusión
Andorra no repitió su colaboración con TV3 en años posteriores. ATV organizó por su cuenta una nueva preselección en 2005, vencida por Marian van de Wal, y entre 2006 y 2008 optó por la vía interna. Después de un nuevo proceso de selección en 2009, el país se retiró de Eurovisión en 2010 por los problemas financieros de RTVA. En sus seis participaciones no llegó nunca a clasificarse para la final.
Hubo dos canciones de 12 punts que tuvieron recorrido después del concurso. El tema «No es nou», reinterpretado por Gossos, se convirtió en una de las canciones más populares en idioma catalán de la década del 2000 y llegó a contar con una versión defendida por Beth. Además, Astrud incluyó en 2006 la maqueta de «Es que si» en el EP «Todo nos parece una mierda» y en el álbum «Algo cambió».